# Colotis guenei
Colotis guenei is een vlindersoort uit de familie van de Pieridae (witjes), onderfamilie Pierinae.
Colotis guenei werd in 1877 beschreven door Mabille.